# كأس الأمم الإفريقية 2019
كأس إفريقيا للأمم 2019، والمعروف باسم كأس إفريقيا للأمم توتال 2019، كان الطبعة الثانية والثلاثين من كأس إفريقيا للأمم، بطولة كرة القدم الدولية للرجال في إفريقيا التي ينظمها الاتحاد الإفريقي لكرة القدم. واستضافت مصر البطولة. أقيمت المسابقة في الفترة من 21 يونيو إلى 19 يوليو 2019، وفقًا لقرار اللجنة التنفيذية للاتحاد الإفريقي لكرة القدم في 20 يوليو 2017 بنقل كأس أمم إفريقيا من يناير/فبراير إلى يونيو/يوليو للمرة الأولى. وكانت أيضًا أول بطولة كأس أمم إفريقية تتسع من 16 إلى 24 فريقًا. فازت الجزائر على السنغال 1–0 في النهائي لتحقق اللقب الثاني في تاريخها.
كان من المقرر في البداية أن تستضيف الكاميرون البطولة. وكانت الكاميرون ستستضيف المسابقة لأول مرة منذ عام 1972. في 30 نوفمبر 2018، تم تجريد الكاميرون من استضافة كأس الأمم الإفريقية 2019 بسبب التأخير في تسليم البنية التحتية، وتمرد بوكو حرام وأزمة اللغة الإنجليزية. في 8 يناير 2019، تم اختيار مصر من قبل لجنة الكاف التنفيذية لتكون الدولة المضيفة للمسابقة. تم نقل البطولة أيضًا من التواريخ الأصلية من 15 يونيو – 13 يوليو إلى 21 يونيو – 19 يوليو بسبب شهر رمضان.
كانت الكاميرون هي حاملة اللقب، ولكن تم إقصاؤها في دور الـ16 من قبل نيجيريا.

## اختيار المضيف
بعد اجتماع لجنة الكاف التنفيذية في 24 يناير 2014، تم الإعلان عن وجود ستة مرشحين رسميين لنسخة 2019:
العطاءات:
- الجزائر
- الكاميرون
- ساحل العاج

العطاءات المرفوضة:
- غينيا /  غينيا بيساو /  ليبيريا /  سيراليون
- كينيا /  أوغندا
- مالاوي /  زامبيا /  زيمبابوي
- نيجيريا
- السنغال

كانت هذه القائمة مختلفة عن قائمة عطاءات الأمة المضيفة لكلا إصداري كأس الأمم لعام 2019 و2021 كما أعلن CAF في نوفمبر 2013، مع الغابون أيضًا في القائمة الأصلية، لكن الكاميرون ليست مدرجة في القائمة. ومن بين المرشحين الرسميين الستة، تقدمت الجزائر وغينيا وساحل العاج أيضًا لاستضافة كأس أمم إفريقيا 2021.
كانت جمهورية الكونغو الديمقراطية قد تقدمت في البداية كمرشحين مضيفين لكنها انسحبت في يوليو 2014. كانت المخاوف الأمنية والتهديدات من مختلف الجماعات المسلحة خاصة في الجزء الشرقي من البلاد قضية مبكرة مع محاولة الكونغوليين. قبل تقديم العطاء الفردي، كانت غينيا جزءًا من عرض مشترك رباعي الاتجاه مع غينيا بيساو وسيراليون وليبيريا، وبالمثل كانت زامبيا جزءًا من عرض مشترك مع مالاوي وزيمبابوي. وكانت الدول الأخرى التي أعربت عن اهتمامها المبكر بالاستضافة بطلة 2013 نيجيريا والسنغال، وعرضًا مشتركًا لكينيا وأوغندا.
أُرجئ قرار البلد المضيف من أوائل عام 2014 لمنح كل بلد مقدم عروض الوقت الكافي لاستقبال وفد التفتيش. بعد التصويت النهائي في اجتماع اللجنة التنفيذية للاتحاد الإفريقي لكرة القدم، المنعقد في 20 سبتمبر 2014، أعلن الاتحاد الإفريقي لكرة القدم عن مضيفي بطولات كأس الأمم الإفريقية 2019 و2021 و2023: 2019 إلى الكاميرون، و2021 إلى ساحل العاج، و2023 إلى غينيا.

### عملية تقديم عطاءات جديدة
كان من المقرر أن تستضيف الكاميرون هذه النسخة ولكن CAF قررت سحب الاستضافة في اجتماع 30 نوفمبر 2018 في أكرا (العاصمة الغانية) لعدم امتثالها للمواصفات. أعلنت CAF أنها فتحت باب العروض للمضيفين الجدد حتى 14 ديسمبر 2018.
| النتائج            | النتائج |
| المترشح            | الأصوات |
| ------------------ | ------- |
| مصر                | 16      |
| جنوب إفريقيا       | 1       |
| امتنعوا عن التصويت | 1       |
| مجموع الأصوات      | 18      |

العروض:
- مصر
- جنوب إفريقيا

تم في نهاية المطاف منح تنظيم المسابقة لمصر في 8 يناير 2019 من قبل اجتماع اللجنة التنفيذية للاتحاد الإفريقي لكرة القدم في داكار، السنغال. كان أمام الناخبين خيار بين بلدين بعد أن أكد وزير الرياضة المغربي أن بلاده ليست مهتمة بالاستضافة: مصر وجنوب إفريقيا.
بهذا استضاف شمال إفريقيا البطولة للمرة الأولى منذ 13 عامًا بعد أن استضافتها مصر أيضًا في عام 2006. وكانت المرة الخامسة التي تستضيف فيها مصر كأس إفريقيا بعد 1959 و1974 و1986 و2006 لتصبح الدولة الأكثر استضافة لهذه المنافسة.

## الجوائز النقدية
زاد الاتحاد الإفريقي لكرة القدم (CAF) في 2019، الجائزة المالية التي سيتم تقاسمها بين الفرق المشاركة في كأس إفريقيا للأمم.
| المركز النهائي           | الجائزة النقدية (دولار) |
| ------------------------ | ----------------------- |
| البطل                    | 4.5 مليون دولار         |
| الوصيف                   | 2.5 مليون دولار         |
| المشتركون في نصف النهائي | 2.0 مليون دولار         |
| المشتركون في ربع النهائي | 800,000 دولار           |
| المجموع                  | 9,800,000 دولار         |

## التميمة (الشعار)

توت، التميمة الرسمية لكأس الأمم الإفريقية 2019

كشفت اللجنة المنظمة لكأس الأمم الإفريقية 2019 عن التميمة (الشعار) AFCON 2019؛ الطفل "توت" المستوحى من الفرعون المصري توت عنخ آمون. لباسه يشبه ألوان مصر مع خريطة إفريقيا مرئية على قميصه وكذلك شعار البطولة.

## الرعاية
في يوليو 2016، حصلت توتال على حزمة رعاية لمدة ثماني سنوات من الاتحاد الإفريقي لكرة القدم لدعم 10 من مسابقاتها الرئيسية. بدأت توتال بكأس إفريقيا للأمم التي أقيمت في الغابون في عام 2017، وبالتالي أطلق عليها اسم توتال كأس الأمم الإفريقية.
| راعي العنوان | الرعاة الرسميون                                   | الرعاة الثانويون |
| ------------ | ------------------------------------------------- | ---------------- |
| - توتال      | - فيزا - أورنج - وان إكس بت - جلعاد - كونتينينتال | - ياماها - تيميز |

## التصفيات

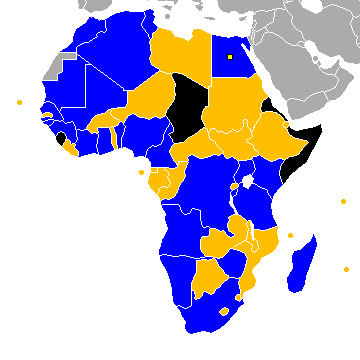
تأهل
فشل في التأهل
انسحب أو لم يدخل
ليس جزءًا من الاتحاد الإفريقي لكرة القدم

بسبب انسحاب المغرب من كونه البلد المضيف لنسخة 2015، حظر الاتحاد الإفريقي على المنتخب الوطني المغربي دخول كأس إفريقيا للأمم لعام 2017 و2019. ومع ذلك، تم إلغاء الحظر من قبل محكمة التحكيم للرياضة، وهذا يعني أن المغرب، بعد أن تأهل لهذه الطبعة من كأس الأمم الإفريقية، يمكن أن يشارك في البطولة.
بسبب انسحاب تشاد خلال التصفيات المؤهلة لكأس إفريقيا للأمم لعام 2017، فقد مُنعوا من دخول كأس الأمم الإفريقية 2019.

### الفرق المؤهلة
تأهلت الفرق التالية للبطولة:
| الفريق                      | طريقة التأهيل                  | تاريخ التأهيل  | حضور النهائيات | آخر ظهور | أفضل أداء سابق                                    | تصنيف الفيفا في بداية الحدث |
| --------------------------- | ------------------------------ | -------------- | -------------- | -------- | ------------------------------------------------- | --------------------------- |
| مصر                         | المضيف / وصيف المجموعة العاشرة | 16 أكتوبر 2018 | 24             | 2017     | الفائز (1957، 1959، 1986، 1998، 2006، 2008، 2010) | 58                          |
| مدغشقر                      | وصيف المجموعة الأولى           | 16 أكتوبر 2018 | 1              | لا شيء   | لأول مرة                                          | 108                         |
| تونس                        | فائز المجموعة العاشرة          | 16 أكتوبر 2018 | 19             | 2017     | الفائز (2004)                                     | 25                          |
| السنغال                     | فائز المجموعة الأولى           | 16 أكتوبر 2018 | 15             | 2017     | الوصيف (2002)                                     | 22                          |
| المغرب                      | فائز المجموعة الثانية          | 17 نوفمبر 2018 | 17             | 2017     | الفائز (1976)                                     | 47                          |
| نيجيريا                     | فائز المجموعة الخامسة          | 17 نوفمبر 2018 | 18             | 2013     | الفائز (1980، 1994، 2013)                         | 45                          |
| أوغندا                      | فائز المجموعة الثانية عشرة     | 17 نوفمبر 2018 | 7              | 2017     | الوصيف (1978)                                     | 80                          |
| مالي                        | فائز المجموعة الثالثة          | 17 نوفمبر 2018 | 11             | 2017     | الوصيف (1972)                                     | 62                          |
| غينيا                       | فائز المجموعة الثامنة          | 18 نوفمبر 2018 | 12             | 2015     | الوصيف (1976)                                     | 71                          |
| الجزائر                     | فائز المجموعة الرابعة          | 18 نوفمبر 2018 | 18             | 2017     | الفائز (1990)                                     | 68                          |
| موريتانيا                   | وصيف المجموعة التاسعة          | 18 نوفمبر 2018 | 1              | لا شيء   | لأول مرة                                          | 103                         |
| ساحل العاج                  | وصيف المجموعة الثامنة          | 18 نوفمبر 2018 | 23             | 2017     | الفائز (1992، 2015)                               | 62                          |
| كينيا                       | وصيف المجموعة السادسة          | 30 نوفمبر 2018 | 6              | 2004     | مرحلة المجموعات (1972، 1988، 1990، 1992، 2004)    | 105                         |
| غانا                        | فائز المجموعة السادسة          | 30 نوفمبر 2018 | 22             | 2017     | الفائز (1963، 1965، 1978، 1982)                   | 50                          |
| أنغولا                      | فائز المجموعة التاسعة          | 22 مارس 2019   | 8              | 2013     | ربع النهائي (2008، 2010)                          | 123                         |
| بوروندي                     | وصيف المجموعة الثالثة          | 23 مارس 2019   | 1              | لا شيء   | لأول مرة                                          | 134                         |
| الكاميرون                   | وصيف المجموعة الثانية          | 23 مارس 2019   | 19             | 2017     | الفائز (1984، 1988، 2000، 2002، 2017)             | 51                          |
| غينيا بيساو                 | فائز المجموعة الحادية عشرة     | 23 مارس 2019   | 2              | 2017     | مرحلة المجموعات (2017)                            | 118                         |
| ناميبيا                     | وصيف المجموعة الحادية عشرة     | 23 مارس 2019   | 3              | 2008     | مرحلة المجموعات (1998، 2008)                      | 113                         |
| زيمبابوي                    | فائز المجموعة السابعة          | 24 مارس 2019   | 4              | 2017     | مرحلة المجموعات (2004، 2006، 2017)                | 109                         |
| جمهورية الكونغو الديمقراطية | وصيف المجموعة السابعة          | 24 مارس 2019   | 19             | 2017     | الفائز (1968، 1974)                               | 49                          |
| بنين                        | وصيف المجموعة الرابعة          | 24 مارس 2019   | 4              | 2010     | مرحلة المجموعات (2004، 2008، 2010)                | 88                          |
| تنزانيا                     | وصيف المجموعة الثانية عشرة     | 24 مارس 2019   | 2              | 1980     | مرحلة المجموعات (1980)                            | 131                         |
| جنوب إفريقيا                | وصيف المجموعة الخامسة          | 24 مارس 2019   | 10             | 2015     | الفائز (1996)                                     | 72                          |

## الملاعب
مع توسيع كأس إفريقيا للأمم من 16 إلى 24 فريقًا، كان من المتوقع استخدام ستة مواقع على الأقل.
بعد حصولها على العرض، اختارت مصر في البداية ثمانية ملاعب لاستضافة البطولة. وكانت الملاعب الثمانية هي استاد القاهرة الدولي واستاد السلام في القاهرة واستاد الإسكندرية واستاد حرس الحدود في الإسكندرية واستاد الجيش المصري واستاد السويس في السويس واستاد الإسماعيلية بالإسماعيلية واستاد نادي المصري ببورسعيد. في وقت لاحق، تم استبدال ملعب السلام باستاد 30 يونيو، وهو استاد آخر يقع في القاهرة. كان من المتوقع استخدام استاد برج العرب الشهير في الإسكندرية واستاد عثمان أحمد عثمان في القاهرة في البطولة، لكن لم يتم اختيارهما.
في 17 فبراير 2019، تم التأكيد على أنه سيتم استخدام ستة استادات فقط. المواقع الستة هي استاد القاهرة الدولي واستاد 30 يونيو في القاهرة، استاد الإسكندرية في الإسكندرية، استاد السويس في السويس، استاد الإسماعيلية في الإسماعيلية واستاد نادي المصري في بورسعيد.
ولكن في 13 مارس 2019، تم استبدال استاد نادي المصري في بورسعيد باستاد السلام في القاهرة بعد اكتشاف مشكلة في أحد المدرجات الرئيسية للاستاد.
| القاهرة                                                                     | القاهرة       | القاهرة           |
| --------------------------------------------------------------------------- | ------------- | ----------------- |
| ستاد القاهرة الدولي                                                         | ملعب 30 يونيو | ستاد السلام       |
| السعة: 74،100                                                               | السعة: 30،000 | السعة: 30،000     |
|                                                                             |               |                   |
| القاهرة الإسكندرية الإسماعيلية (مدينة) السويسكأس الأمم الإفريقية 2019 (مصر) |               |                   |
| الإسكندرية                                                                  | السويس        | الإسماعيلية       |
| ستاد الإسكندرية                                                             | ملعب السويس   | استاد الإسماعيلية |
| السعة: 19،676                                                               | السعة: 27،000 | السعة: 18،525     |
|                                                                             |               |                   |

## الفرق
يمكن لكل فريق تسجيل فرقة من 23 لاعبًا (حسب المادة 72 من اللوائح).

## التحكيم
تم اختيار الحكام التاليين لكأس الأمم الإفريقية 2019.

### الحكام
| - مصطفى غربال - هيلدر مارتينز رودريغز دي كارفالهو - جوشوا بوندو - باسيفيك ندابيهاوينيمانا - سيدي أليوم - جهاد جريشة - أمين عمر - إبراهيم نور الدين - باملاك تيسيما وييسا - باكاري غاساما | - بيتر واويرو - أندوفيترا راكوتوجاونا - محمدو كيتا - بيدا دهان - أحمد إمتهاز هيرلال - نور الدين الجعفري - رضوان جيد - جان جاك ندالا نغامبو | - لويس هاكيزيمانا - ماغيت ندياي - عيسى سي - برنارد كاميلي - فيكتور جوميز - الصادق السالمي - يوسف السرايري - هيثم قيراط - جاني سيكازوي |

### الحكام المساعدين
| - مكران جوراري - عبد الحق آيتشعلي - جيرسون إميليانو دوس سانتوس - سيدو تياما - نغيغوي ألفيس غي نوبوي - إيفاريست مينكواندي - عيسى يايا - سليمان المادين - تحسين أبو السادات - محمود أبو الرجال - أحمد حسام طه | - تسفاجورغيس بيرهي - صموئيل تيمسغين - سيديبي سيديكي - جيلبرت شيرويوت - سورو فاتسواني - عطية أمساعد - ليونيل أندريانانتينايانا - لحسن ازغو - مصطفى أكاركاد - أرسينيو مارينغولي - محمدو يحيى | - بابا عادل - أوليفر سافاري - الحجي مالك سامبا - زاكيلي توسي سيويلا - محمد إبراهيم - وليد أحمد علي - يامن ملوشي - أنور هميلة - مارك سونكو |

### الحكام المساعدين بالفيديو
أعلن الاتحاد المصري لكرة القدم أن الحكام المساعدين بالفيديو سيتم تقديمهم خلال كأس الأمم الإفريقية 2019، بدءاً من دور الثمانية.
- بينوا ميلوت
- بول فان بويكيل

## الشكل
حصل المضيفون فقط على مكان تأهيل تلقائي، وستتأهل الفرق الـ 23 الأخرى من خلال دورة التأهيل. في النهائيات، سيتم جمع 24 فريقًا في ست مجموعات تضم كل منها أربعة فرق. الفرق في كل مجموعة تلعب جولة روبن واحدة. بعد مرحلة المجموعات، سيتقدم الفريقان الأوائل وأربعة أفضل فرق في المركز الثالث إلى دور الـ 16. سيتقدم الفائزون إلى الدور ربع النهائي. سيتأهل الفائزون بالربع النهائي إلى الدور نصف النهائي. سيلعب الخاسرون في الدور نصف النهائي في مباراة المركز الثالث، في حين سيلعب الفائزون في الدور نصف النهائي في المباراة النهائية.

## القرعة
جرى السحب في 12 أبريل 2019، الساعة 20:00 بتوقيت وسط إفريقيا (التوقيت العالمي المنسق+2)، في مواجهة أبو الهول والأهرامات في الجيزة، مصر. وجرى سحب الفرق الـ24 إلى ست مجموعات مكونة من أربعة فرق.
تمت الموافقة على إجراءات السحب من قبل لجنة CAF التنفيذية في 11 أبريل 2019. بالنسبة للسحب، تم تخصيص الفرق لأربعة أوعية بناءً على تصنيفات فيفا العالمية في أبريل 2019 (كما هو موضح بين قوسين). المضيفة مصر تم تعيينها تلقائيًا إلى الموقع A1. كما تم وضع الكاميرون المدافعة عن اللقب تلقائيًا في وعاء 1.
| وعاء 1                                                                                                  | وعاء 2                                                                                                 | وعاء 3                                                                                     | وعاء 4                                                                                            |
| --- | --- | ------------------------------------------------------------------------------------------ | ------------------------------------------------------------------------------------------------- |
| مصر (57) (المضيف) · الكاميرون (54) (حامل اللقب) · السنغال (23) · تونس (28) · نيجيريا (42) · المغرب (45) | جمهورية الكونغو الديمقراطية (46) · غانا (49) · مالي (65) · ساحل العاج (65) · غينيا (68) · الجزائر (70) | جنوب إفريقيا (73) · أوغندا (79) · بنين (91) · موريتانيا (103) · مدغشقر (107) · كينيا (108) | زيمبابوي (110) · ناميبيا (113) · غينيا بيساو (118) · أنغولا (122) · تنزانيا (131) · بوروندي (136) |

## مرحلة المجموعات
تقدم الفريقان الأوائل في كل مجموعة، إلى جانب أفضل أربعة فرق في المركز الثالث، إلى دور الـ16.
جميع الأوقات محلية، بتوقيت وسط إفريقيا (التوقيت العالمي المنسق+2).

### قواعد الترجيح
يتم تصنيف الفرق وفقًا للنقاط (3 نقاط للفوز، ونقطة واحدة للتعادل، و0 نقطة للخسارة)، وإذا تعادلت بالنقاط، يتم تطبيق معايير كسر التعادل التالية، حسب الترتيب المعطى، لتحديد التصنيفات (المادة 74 من النظام الأساسي):
1. النقاط في المباريات رأساً برأس بين الفرق المرتبطة؛
2. الفرق في الأهداف في المباريات رأساً برأس بين الفرق المرتبطة؛
3. الأهداف المسجلة في المباريات رأساً برأس بين الفرق المرتبطة؛
4. إذا كان أكثر من فريقين متعادلين، وبعد تطبيق جميع المعايير الرأسية أعلاه، لا تزال مجموعة فرعية من الفرق متعادلة، يتم إعادة تطبيق جميع المعايير رأساً برأس أعلاه حصريًا على هذه المجموعة الفرعية من الفرق؛
5. فارق الأهداف في جميع مباريات المجموعة؛
6. الأهداف المسجلة في جميع مباريات المجموعة؛
7. سحب القرعة

### المجموعة ألف
| م | الفريق                      | لعب | ف | ت | خ | أ.له | أ.ع | أ.ف | نقاط | التأهل                      |
| - | --------------------------- | --- | - | - | - | ---- | --- | --- | ---- | --------------------------- |
| 1 | مصر (H)                     | 3   | 3 | 0 | 0 | 5    | 0   | +5  | 9    | تقدم إلى مرحلة خروج المغلوب |
| 2 | أوغندا                      | 3   | 1 | 1 | 1 | 3    | 3   | 0   | 4    | تقدم إلى مرحلة خروج المغلوب |
| 3 | جمهورية الكونغو الديمقراطية | 3   | 1 | 0 | 2 | 4    | 4   | 0   | 3    | تقدم إلى مرحلة خروج المغلوب |
| 4 | زيمبابوي                    | 3   | 0 | 1 | 2 | 1    | 6   | −5  | 1    |                             |

| مصر            | 1–0   | زيمبابوي |
| -------------- | ----- | -------- |
| - تريزيجيه 41' | تقرير |          |

| جمهورية الكونغو الديمقراطية | 0–2   | أوغندا                 |
| --------------------------- | ----- | ---------------------- |
|                             | تقرير | - كادو 14' - أوكوي 48' |

| أوغندا      | 1–1   | زيمبابوي     |
| ----------- | ----- | ------------ |
| - أوكوي 12' | تقرير | - بيليات 40' |

| مصر                         | 2–0   | جمهورية الكونغو الديمقراطية |
| --------------------------- | ----- | --------------------------- |
| - أ. المحمدي 25' - صلاح 43' | تقرير |                             |

| أوغندا | 0–2   | مصر                           |
| ------ | ----- | ----------------------------- |
|        | تقرير | - صلاح 36' - أ. المحمدي 1+45' |

| زيمبابوي | 0–4   | جمهورية الكونغو الديمقراطية                              |
| -------- | ----- | -------------------------------------------------------- |
|          | تقرير | - بولينغي 4' - باكامبو 34'، 65' (ركل.) - أسومبالونغا 78' |

### المجموعة باء
| م | الفريق  | لعب | ف | ت | خ | أ.له | أ.ع | أ.ف | نقاط | التأهل                      |
| - | ------- | --- | - | - | - | ---- | --- | --- | ---- | --------------------------- |
| 1 | مدغشقر  | 3   | 2 | 1 | 0 | 5    | 2   | +3  | 7    | تقدم إلى مرحلة خروج المغلوب |
| 2 | نيجيريا | 3   | 2 | 0 | 1 | 2    | 2   | 0   | 6    | تقدم إلى مرحلة خروج المغلوب |
| 3 | غينيا   | 3   | 1 | 1 | 1 | 4    | 3   | +1  | 4    | تقدم إلى مرحلة خروج المغلوب |
| 4 | بوروندي | 3   | 0 | 0 | 3 | 0    | 4   | −4  | 0    |                             |

| نيجيريا      | 1–0   | بوروندي |
| ------------ | ----- | ------- |
| - إيغالو 77' | تقرير |         |

| غينيا                          | 2–2   | مدغشقر                                       |
| ------------------------------ | ----- | -------------------------------------------- |
| - كابا 34' - كامانو 66' (ركل.) | تقرير | - أندريانانتيناينا 49' - أندرياماتسينورو 55' |

| نيجيريا      | 1–0   | غينيا |
| ------------ | ----- | ----- |
| - أوميرو 73' | تقرير |       |

| مدغشقر               | 1–0   | بوروندي |
| -------------------- | ----- | ------- |
| - إيلايماهاريترا 76' | تقرير |         |

| مدغشقر                                    | 2–0   | نيجيريا |
| ----------------------------------------- | ----- | ------- |
| - نومينجاناهاري 13' - أندرياماتسينورو 53' | تقرير |         |

| بوروندي | 0–2   | غينيا             |
| ------- | ----- | ----------------- |
|         | تقرير | - ياتارا 25'، 52' |

### المجموعة جيم
| م | الفريق  | لعب | ف | ت | خ | أ.له | أ.ع | أ.ف | نقاط | التأهل                      |
| - | ------- | --- | - | - | - | ---- | --- | --- | ---- | --------------------------- |
| 1 | الجزائر | 3   | 3 | 0 | 0 | 6    | 0   | +6  | 9    | تقدم إلى مرحلة خروج المغلوب |
| 2 | السنغال | 3   | 2 | 0 | 1 | 5    | 1   | +4  | 6    | تقدم إلى مرحلة خروج المغلوب |
| 3 | كينيا   | 3   | 1 | 0 | 2 | 3    | 7   | −4  | 3    |                             |
| 4 | تنزانيا | 3   | 0 | 0 | 3 | 2    | 8   | −6  | 0    |                             |

| السنغال                 | 2–0   | تنزانيا |
| ----------------------- | ----- | ------- |
| - بالدي 28' - دياتا 64' | تقرير |         |

| الجزائر                        | 2–0   | كينيا |
| ------------------------------ | ----- | ----- |
| - بونجاح 34' (ركل.) - محرز 43' | تقرير |       |

| السنغال | 0–1   | الجزائر      |
| ------- | ----- | ------------ |
|         | تقرير | - بلايلي 49' |

| كينيا                           | 3–2   | تنزانيا                 |
| ------------------------------- | ----- | ----------------------- |
| - أولونغا 39'، 80' - أومولو 62' | تقرير | - مسوفا 6' - ساماتا 40' |

| كينيا | 0–3   | السنغال                          |
| ----- | ----- | -------------------------------- |
|       | تقرير | - سار 63' - ماني 71'، 78' (ركل.) |

| تنزانيا | 0–3   | الجزائر                          |
| ------- | ----- | -------------------------------- |
|         | تقرير | - سليماني 34' - أوناس 39'، 1+45' |

### المجموعة دال
| م | الفريق       | لعب | ف | ت | خ | أ.له | أ.ع | أ.ف | نقاط | التأهل                      |
| - | ------------ | --- | - | - | - | ---- | --- | --- | ---- | --------------------------- |
| 1 | المغرب       | 3   | 3 | 0 | 0 | 3    | 0   | +3  | 9    | تقدم إلى مرحلة خروج المغلوب |
| 2 | ساحل العاج   | 3   | 2 | 0 | 1 | 5    | 2   | +3  | 6    | تقدم إلى مرحلة خروج المغلوب |
| 3 | جنوب إفريقيا | 3   | 1 | 0 | 2 | 1    | 2   | −1  | 3    | تقدم إلى مرحلة خروج المغلوب |
| 4 | ناميبيا      | 3   | 0 | 0 | 3 | 1    | 6   | −5  | 0    |                             |

| المغرب               | 1–0   | ناميبيا |
| -------------------- | ----- | ------- |
| - كيمويني 89' (ه.ذ.) | تقرير |         |

| ساحل العاج   | 1–0   | جنوب إفريقيا |
| ------------ | ----- | ------------ |
| - كودجيا 64' | تقرير |              |

| المغرب        | 1–0   | ساحل العاج |
| ------------- | ----- | ---------- |
| - النصيري 23' | تقرير |            |

| جنوب إفريقيا | 1–0   | ناميبيا |
| ------------ | ----- | ------- |
| - زونغو 68'  | تقرير |         |

| جنوب إفريقيا | 0–1   | المغرب       |
| ------------ | ----- | ------------ |
|              | تقرير | - بوصوفة 90' |

| ناميبيا        | 1–4   | ساحل العاج                                    |
| -------------- | ----- | --------------------------------------------- |
| - كاماتوكا 71' | تقرير | - غراديل 39' - دي 58' - زاها 84' - كورنيه 89' |

### المجموعة هاء
| م | الفريق    | لعب | ف | ت | خ | أ.له | أ.ع | أ.ف | نقاط | التأهل                      |
| - | --------- | --- | - | - | - | ---- | --- | --- | ---- | --------------------------- |
| 1 | مالي      | 3   | 2 | 1 | 0 | 6    | 2   | +4  | 7    | تقدم إلى مرحلة خروج المغلوب |
| 2 | تونس      | 3   | 0 | 3 | 0 | 2    | 2   | 0   | 3    | تقدم إلى مرحلة خروج المغلوب |
| 3 | أنغولا    | 3   | 0 | 2 | 1 | 1    | 2   | −1  | 2    |                             |
| 4 | موريتانيا | 3   | 0 | 2 | 1 | 1    | 4   | −3  | 2    |                             |

| تونس                  | 1–1   | أنغولا      |
| --------------------- | ----- | ----------- |
| - المساكني 34' (ركل.) | تقرير | - جالما 72' |

| مالي                                                                   | 4–1   | موريتانيا          |
| ---------------------------------------------------------------------- | ----- | ------------------ |
| - ديابي 37' - ماريغا 45' (ركل.) - تراوري الثاني 55' - تراوري الأول 73' | تقرير | - الحسن 72' (ركل.) |

| تونس       | 1–1   | مالي           |
| ---------- | ----- | -------------- |
| - خزري 70' | تقرير | - ساماسيكو 60' |

| موريتانيا | 0–0   | أنغولا |
| --------- | ----- | ------ |
|           | تقرير |        |

| موريتانيا | 0–0   | تونس |
| --------- | ----- | ---- |
|           | تقرير |      |

| أنغولا | 0–1   | مالي          |
| ------ | ----- | ------------- |
|        | تقرير | - هايدارا 37' |

### المجموعة واو
| م | الفريق      | لعب | ف | ت | خ | أ.له | أ.ع | أ.ف | نقاط | التأهل                      |
| - | ----------- | --- | - | - | - | ---- | --- | --- | ---- | --------------------------- |
| 1 | غانا        | 3   | 1 | 2 | 0 | 4    | 2   | +2  | 5    | تقدم إلى مرحلة خروج المغلوب |
| 2 | الكاميرون   | 3   | 1 | 2 | 0 | 2    | 0   | +2  | 5    | تقدم إلى مرحلة خروج المغلوب |
| 3 | بنين        | 3   | 0 | 3 | 0 | 2    | 2   | 0   | 3    | تقدم إلى مرحلة خروج المغلوب |
| 4 | غينيا بيساو | 3   | 0 | 1 | 2 | 0    | 4   | −4  | 1    |                             |

| الكاميرون               | 2–0   | غينيا بيساو |
| ----------------------- | ----- | ----------- |
| - يايا 66' - باهوكن 69' | تقرير |             |

| غانا                     | 2–2   | بنين            |
| ------------------------ | ----- | --------------- |
| - أ. آيو 9' - ج. آيو 42' | تقرير | - بوتيه 2'، 63' |

| الكاميرون | 0–0   | غانا |
| --------- | ----- | ---- |
|           | تقرير |      |

| بنين | 0–0   | غينيا بيساو |
| ---- | ----- | ----------- |
|      | تقرير |             |

| بنين | 0–0   | الكاميرون |
| ---- | ----- | --------- |
|      | تقرير |           |

| غينيا بيساو | 0–2   | غانا                     |
| ----------- | ----- | ------------------------ |
|             | تقرير | - ج. آيو 46' - بارتي 72' |

### ترتيب فرق المركز الثالث
| م | مج | الفريق                      | لعب | ف | ت | خ | أ.له | أ.ع | أ.ف | نقاط | التأهل                      |
| - | -- | --------------------------- | --- | - | - | - | ---- | --- | --- | ---- | --------------------------- |
| 1 | ب  | غينيا                       | 3   | 1 | 1 | 1 | 4    | 3   | +1  | 4    | تقدم إلى مرحلة خروج المغلوب |
| 2 | أ  | جمهورية الكونغو الديمقراطية | 3   | 1 | 0 | 2 | 4    | 4   | 0   | 3    | تقدم إلى مرحلة خروج المغلوب |
| 3 | و  | بنين                        | 3   | 0 | 3 | 0 | 2    | 2   | 0   | 3    | تقدم إلى مرحلة خروج المغلوب |
| 4 | د  | جنوب إفريقيا                | 3   | 1 | 0 | 2 | 1    | 2   | −1  | 3    | تقدم إلى مرحلة خروج المغلوب |
| 5 | ج  | كينيا                       | 3   | 1 | 0 | 2 | 3    | 7   | −4  | 3    |                             |
| 6 | ه  | أنغولا                      | 3   | 0 | 2 | 1 | 1    | 2   | −1  | 2    |                             |

## مرحلة خروج المغلوب
في مرحلة خروج المغلوب، يتم استخدام وقت إضافي وركلات الجزاء الترجيحية لتحديد الفائز إذا لزم الأمر، باستثناء مباراة المركز الثالث حيث يتم استخدام ركلات الجزاء مباشرة، دون أي وقت إضافي، لتحديد الفائز إذا لزم الأمر (المادة 75 من اللوائح).

### القوس
|  | دور الـ16                    | دور الـ16                   |                               |       | ربع النهائي          | ربع النهائي          |                             |                             | نصف النهائي | نصف النهائي |  |  | النهائي | النهائي |
|  |                              |                             |                               |       |                      |                      |                             |                             |             |             |  |  |         |         |
|  | 5 يوليو – القاهرة (الدولي)   |                             |                               |       |                      |                      |                             |                             |             |             |  |  |         |         |
|  |                              |                             |                               |       |                      |                      |                             |                             |             |             |  |  |         |         |
|  | أوغندا                       | 0                           |                               |       |                      |                      |                             |                             |             |             |  |  |         |         |
|  | أوغندا                       | 0                           | 10 يوليو – القاهرة (30 يونيو) |       |                      |                      |                             |                             |             |             |  |  |         |         |
|  | السنغال                      | 1                           |                               |       |                      |                      |                             |                             |             |             |  |  |         |         |
|  | السنغال                      | 1                           | السنغال                       | 1     |                      |                      |                             |                             |             |             |  |  |         |         |
|  | 5 يوليو – القاهرة (السلام)   |                             | السنغال                       | 1     |                      |                      |                             |                             |             |             |  |  |         |         |
|  |                              | بنين                        | 0                             |       |                      |                      |                             |                             |             |             |  |  |         |         |
|  | المغرب                       | بنين                        | 0                             | 1 (1) |                      |                      |                             |                             |             |             |  |  |         |         |
|  | المغرب                       |                             | 14 يوليو – القاهرة (30 يونيو) | 1 (1) |                      |                      |                             |                             |             |             |  |  |         |         |
|  | بنين (ج.)                    | 1 (4)                       |                               |       |                      |                      |                             |                             |             |             |  |  |         |         |
|  | بنين (ج.)                    | 1 (4)                       | السنغال (ب.و.إ.)              | 1     |                      |                      |                             |                             |             |             |  |  |         |         |
|  | 7 يوليو – الإسكندرية         |                             | السنغال (ب.و.إ.)              | 1     |                      |                      |                             |                             |             |             |  |  |         |         |
|  |                              | تونس                        | 0                             |       |                      |                      |                             |                             |             |             |  |  |         |         |
|  | مدغشقر (ج.)                  | تونس                        | 0                             | 2 (4) |                      |                      |                             |                             |             |             |  |  |         |         |
|  | مدغشقر (ج.)                  | 11 يوليو – القاهرة (السلام) |                               | 2 (4) |                      |                      |                             |                             |             |             |  |  |         |         |
|  | جمهورية الكونغو الديمقراطية  | 2 (2)                       |                               |       |                      |                      |                             |                             |             |             |  |  |         |         |
|  | جمهورية الكونغو الديمقراطية  | 2 (2)                       | مدغشقر                        | 0     |                      |                      |                             |                             |             |             |  |  |         |         |
|  | 8 يوليو – الإسماعيلية        |                             | مدغشقر                        | 0     |                      |                      |                             |                             |             |             |  |  |         |         |
|  |                              | تونس                        | 3                             |       |                      |                      |                             |                             |             |             |  |  |         |         |
|  | غانا                         | تونس                        | 3                             | 1 (4) |                      |                      |                             |                             |             |             |  |  |         |         |
|  | غانا                         |                             | 19 يوليو – القاهرة (الدولي)   | 1 (4) |                      |                      |                             |                             |             |             |  |  |         |         |
|  | تونس (ج.)                    | 1 (5)                       |                               |       |                      |                      |                             |                             |             |             |  |  |         |         |
|  | تونس (ج.)                    | 1 (5)                       | السنغال                       | 0     |                      |                      |                             |                             |             |             |  |  |         |         |
|  | 8 يوليو – السويس             |                             | السنغال                       | 0     |                      |                      |                             |                             |             |             |  |  |         |         |
|  |                              | الجزائر                     | 1                             |       |                      |                      |                             |                             |             |             |  |  |         |         |
|  | مالي                         | الجزائر                     | 1                             | 0     |                      |                      |                             |                             |             |             |  |  |         |         |
|  | مالي                         | 11 يوليو – السويس           |                               | 0     |                      |                      |                             |                             |             |             |  |  |         |         |
|  | ساحل العاج                   | 1                           |                               |       |                      |                      |                             |                             |             |             |  |  |         |         |
|  | ساحل العاج                   | 1                           | ساحل العاج                    | 1 (3) |                      |                      |                             |                             |             |             |  |  |         |         |
|  | 7 يوليو – القاهرة (30 يونيو) |                             | ساحل العاج                    | 1 (3) |                      |                      |                             |                             |             |             |  |  |         |         |
|  |                              | الجزائر (ج.)                | 1 (4)                         |       |                      |                      |                             |                             |             |             |  |  |         |         |
|  | الجزائر                      | الجزائر (ج.)                | 1 (4)                         | 3     |                      |                      |                             |                             |             |             |  |  |         |         |
|  | الجزائر                      |                             | 14 يوليو – القاهرة (الدولي)   | 3     |                      |                      |                             |                             |             |             |  |  |         |         |
|  | غينيا                        | 0                           |                               |       |                      |                      |                             |                             |             |             |  |  |         |         |
|  | غينيا                        | 0                           | الجزائر                       | 2     |                      |                      |                             |                             |             |             |  |  |         |         |
|  | 6 يوليو – الإسكندرية         |                             | الجزائر                       | 2     |                      |                      |                             |                             |             |             |  |  |         |         |
|  |                              | نيجيريا                     | 1                             |       | مباراة المركز الثالث | مباراة المركز الثالث |                             |                             |             |             |  |  |         |         |
|  | نيجيريا                      | نيجيريا                     | 1                             | 3     | مباراة المركز الثالث | مباراة المركز الثالث |                             |                             |             |             |  |  |         |         |
|  | نيجيريا                      | 10 يوليو – القاهرة (الدولي) | 10 يوليو – القاهرة (الدولي)   | 3     |                      |                      | 17 يوليو – القاهرة (السلام) | 17 يوليو – القاهرة (السلام) |             |             |  |  |         |         |
|  | الكاميرون                    | 10 يوليو – القاهرة (الدولي) | 10 يوليو – القاهرة (الدولي)   | 2     |                      |                      | 17 يوليو – القاهرة (السلام) | 17 يوليو – القاهرة (السلام) |             |             |  |  |         |         |
|  | الكاميرون                    | نيجيريا                     | 2                             | 2     | تونس                 | 0                    |                             |                             |             |             |  |  |         |         |
|  | 6 يوليو – القاهرة (الدولي)   | نيجيريا                     | 2                             |       | تونس                 | 0                    |                             |                             |             |             |  |  |         |         |
|  |                              | جنوب إفريقيا                | 1                             |       | نيجيريا              | 1                    |                             |                             |             |             |  |  |         |         |
|  | مصر                          | جنوب إفريقيا                | 1                             | 0     | نيجيريا              | 1                    |                             |                             |             |             |  |  |         |         |
|  | مصر                          |                             |                               | 0     |                      |                      |                             |                             |             |             |  |  |         |         |
|  | جنوب إفريقيا                 | 1                           |                               |       |                      |                      |                             |                             |             |             |  |  |         |         |
|  | جنوب إفريقيا                 | 1                           |                               |       |                      |                      |                             |                             |             |             |  |  |         |         |

### دور الـ16
| المغرب                     | 1–1 (ب.و.إ.) | بنين                            |
| -------------------------- | ------------ | ------------------------------- |
| - النصيري 75'              | تقرير        | - أديليهو 53'                   |
| ركلات الترجيح              |              |                                 |
| - إدريسي - بوفال - النصيري | 1–4          | - فيردون - جيغلا - أناني - سيبو |

| أوغندا | 0–1   | السنغال    |
| ------ | ----- | ---------- |
|        | تقرير | - ماني 15' |

| نيجيريا                        | 3–2   | الكاميرون                |
| ------------------------------ | ----- | ------------------------ |
| - إيغالو 19'، 63' - إيووبي 66' | تقرير | - باهوكين 41' - نجيه 44' |

| مصر | 0–1   | جنوب إفريقيا |
| --- | ----- | ------------ |
|     | تقرير | - لورش 85'   |

| مدغشقر                               | 2–2 (ب.و.إ.) | جمهورية الكونغو الديمقراطية          |
| ------------------------------------ | ------------ | ------------------------------------ |
| - أمادا 9' - أندرياتسيما 77'         | تقرير        | - باكامبو 21' - مبيمبا 90'           |
| ركلات الترجيح                        |              |                                      |
| - أمادا - ميتانير - فونتين - مومبريس | 4–2          | - تيسيران - باكامبو - مبوكو - بولاسي |

| الجزائر                             | 3–0   | غينيا |
| ----------------------------------- | ----- | ----- |
| - بلايلي 24' - محرز 57' - أوناس 82' | تقرير |       |

| مالي | 0–1   | ساحل العاج |
| ---- | ----- | ---------- |
|      | تقرير | - زاها 76' |

| غانا                                          | 1–1 (ب.و.إ.) | تونس                                 |
| --------------------------------------------- | ------------ | ------------------------------------ |
| - بدوي 90+2' (ه.ذ.)                           | تقرير        | - الخنيسي 73'                        |
| ركلات الترجيح                                 |              |                                      |
| - واكاسو - ج. آيو - إكوبان - أغبينينو - بارتي | 4–5          | - سليتي - خزري - برون - مرياح - ساسي |

### ربع النهائي
| السنغال  | 1–0   | بنين |
| -------- | ----- | ---- |
| - غي 69' | تقرير |      |

| نيجيريا                           | 2–1   | جنوب إفريقيا |
| --------------------------------- | ----- | ------------ |
| - تشوكويزي 27' - تروست-إيكونغ 89' | تقرير | - زونغو 71'  |

| ساحل العاج                           | 1–1 (ب.و.إ.) | الجزائر                                        |
| ------------------------------------ | ------------ | ---------------------------------------------- |
| - كودجيا 62'                         | تقرير        | - فيغولي 20'                                   |
| ركلات الترجيح                        |              |                                                |
| - كيسي - كورنيه - بوني - غراديل - دي | 3–4          | - بن سبعيني - سليماني - ديلور - أوناس - بلايلي |

| مدغشقر | 0–3   | تونس                                    |
| ------ | ----- | --------------------------------------- |
|        | تقرير | - ساسي 52' - المساكني 60' - سليتي 90+3' |

### نصف النهائي
| السنغال            | 1–0 (ب.و.إ.) | تونس |
| ------------------ | ------------ | ---- |
| - برون 101' (ه.ذ.) | تقرير        |      |

| الجزائر                                | 2–1   | نيجيريا             |
| -------------------------------------- | ----- | ------------------- |
| - تروست-إيكونغ 40' (ه.ذ.) - محرز 90+5' | تقرير | - إيغالو 72' (ركل.) |

### مباراة المركز الثالث
| تونس | 0–1   | نيجيريا     |
| ---- | ----- | ----------- |
|      | تقرير | - إيغالو 3' |

### النهائي
| السنغال | 0–1   | الجزائر   |
| ------- | ----- | --------- |
|         | تقرير | بونجاح 2' |

## الفائز
| بطل كأس الأمم الأفريقية 2019 |
| ---------------------------- |
| · الجزائر · للمرة الثانية    |

## الإحصاءات

### الهدافون
عدد الأهداف المُسجلة  102 هدفًا  في 52 مباراة، بمتوسط 1.96 هدفًا في المباراة الواحدة.
5 أهداف
- أوديون إيغالو

3 أهداف
- آدم أوناس
- رياض محرز
- ساديو ماني
- سيدريك باكامبو

هدفان
- إيمانويل أوكوي
- يوسف بلايلي
- بغداد بونجاح
- ستيفان باهوكن
- يوسف النصيري
- ميكائيل بوتيه
- يوسف المساكني
- بونغاني زونغو
- ويلفريد زاها
- جوناتان كودجيا
- جوردان آيو
- محمد ياتارا
- مايكل أولونغا
- كارولوس أندرياماتسينورو
- أحمد المحمدي
- محمد صلاح

هدف ذاتي
- رامي بدوي (ضد غانا)
- ديلان برون (ضد السنغال)
- إيتامونوا كيمويني (ضد المغرب)
- ويليام تروست-إيكونغ (ضد الجزائر)

### الترتيب النهائي

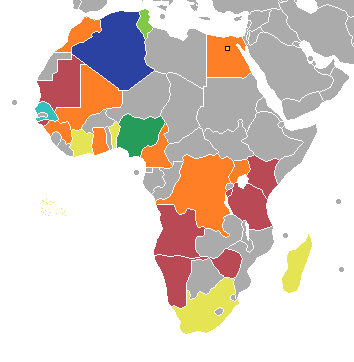
نتائج المنتخبات المشاركة في البطولة:
البطل
الوصيف
المركز الثالث
المركز الرابع
ربع النهائي
دور الـ16
مرحلة المجموعات

وفقًا للاتفاقية الإحصائية في كرة القدم، يتم اعتبار المباريات التي تقرر في الوقت الإضافي بمثابة انتصارات وخسائر، في حين يتم اعتبار المباريات التي تقررها ركلات الترجيح كتعادلات.
| م  | الفريق                      | لعب | ف | ت | خ | أ.له | أ.ع | أ.ف | نقاط | النتيجة النهائية       |
| -- | --------------------------- | --- | - | - | - | ---- | --- | --- | ---- | ---------------------- |
| 1  | الجزائر                     | 7   | 6 | 1 | 0 | 13   | 2   | +11 | 19   | البطل                  |
| 2  | السنغال                     | 7   | 5 | 0 | 2 | 8    | 2   | +6  | 15   | الوصيف                 |
| 3  | نيجيريا                     | 7   | 5 | 0 | 2 | 9    | 7   | +2  | 15   | المركز الثالث          |
| 4  | تونس                        | 7   | 1 | 4 | 2 | 6    | 5   | +1  | 7    | المركز الرابع          |
|    |                             |     |   |   |   |      |     |     |      |                        |
| 5  | ساحل العاج                  | 5   | 3 | 1 | 1 | 7    | 3   | +4  | 10   | خرج من ربع النهائي     |
| 6  | مدغشقر                      | 5   | 2 | 2 | 1 | 7    | 7   | 0   | 8    | خرج من ربع النهائي     |
| 7  | جنوب إفريقيا                | 5   | 2 | 0 | 3 | 3    | 4   | −1  | 6    | خرج من ربع النهائي     |
| 8  | بنين                        | 5   | 0 | 4 | 1 | 3    | 4   | −1  | 4    | خرج من ربع النهائي     |
|    |                             |     |   |   |   |      |     |     |      |                        |
| 9  | المغرب                      | 4   | 3 | 1 | 0 | 4    | 1   | +3  | 10   | خرج من دور الـ16       |
| 10 | مصر                         | 4   | 3 | 0 | 1 | 5    | 1   | +4  | 9    | خرج من دور الـ16       |
| 11 | مالي                        | 4   | 2 | 1 | 1 | 6    | 3   | +3  | 7    | خرج من دور الـ16       |
| 12 | غانا                        | 4   | 1 | 3 | 0 | 5    | 3   | +2  | 6    | خرج من دور الـ16       |
| 13 | الكاميرون                   | 4   | 1 | 2 | 1 | 4    | 3   | +1  | 5    | خرج من دور الـ16       |
| 14 | جمهورية الكونغو الديمقراطية | 4   | 1 | 1 | 2 | 6    | 6   | 0   | 4    | خرج من دور الـ16       |
| 15 | أوغندا                      | 4   | 1 | 1 | 2 | 3    | 4   | −1  | 4    | خرج من دور الـ16       |
| 16 | غينيا                       | 4   | 1 | 1 | 2 | 4    | 6   | −2  | 4    | خرج من دور الـ16       |
|    |                             |     |   |   |   |      |     |     |      |                        |
| 17 | كينيا                       | 3   | 1 | 0 | 2 | 3    | 7   | −4  | 3    | خرج من مرحلة المجموعات |
| 18 | أنغولا                      | 3   | 0 | 2 | 1 | 1    | 2   | −1  | 2    | خرج من مرحلة المجموعات |
| 19 | موريتانيا                   | 3   | 0 | 2 | 1 | 1    | 4   | −3  | 2    | خرج من مرحلة المجموعات |
| 20 | زيمبابوي                    | 3   | 0 | 1 | 2 | 1    | 6   | −5  | 1    | خرج من مرحلة المجموعات |
| 21 | غينيا بيساو                 | 3   | 0 | 1 | 2 | 0    | 4   | −4  | 1    | خرج من مرحلة المجموعات |
| 22 | بوروندي                     | 3   | 0 | 0 | 3 | 0    | 4   | −4  | 0    | خرج من مرحلة المجموعات |
| 23 | ناميبيا                     | 3   | 0 | 0 | 3 | 1    | 6   | −5  | 0    | خرج من مرحلة المجموعات |
| 24 | تنزانيا                     | 3   | 0 | 0 | 3 | 2    | 8   | −6  | 0    | خرج من مرحلة المجموعات |

## الجوائز
تم منح الجوائز التالية في نهاية البطولة:
رجل المسابقة
- إسماعيل بن ناصر[78]

الهداف
- أوديون إيغالو (5 أهداف)

أفضل حارس مرمى
- رايس مبولحي[79]

جائزة اللعب النظيف
- السنغال[80]

## وصلات خارجية
- كأس الأمم الأفريقية على CAFonline.com